# Albán Mancilla
José Alban Mancilla Díaz (Quellón, Chiloé 6 de mayo de 1952) es un político chileno, militante del Partido Socialista de Chile desde 1994. Fue nombrado Gobernador de la Provincia de Chiloé el 5 de abril de 2007 hasta el 11 de marzo de 2010y asumió como jefe de DAEM de Puerto Montt el 3 de junio de 2015 hasta 2019.
Actualmente está en arresto domiciliario, tras estar 10 meses en prisión preventiva, por los delitos de corrupción relacionados con el manejo de fondos de estudiantes vulnerables y contratación de funcionarios fantasmas cuando era jefe de DAEM en Puerto Montt.

## Carrera política
Empezó su carrera política y en los años 90, es profesor de Historia y Geografía. Asumió su primer cargo como Gobernador de Chiloé, siendo nombrado a asumir el cargo, que empezó a asumir el 5 de abril de 2007 hasta 11 de marzo de 2010.
Asumió como jefe de DAEM en Puerto Montt el 3 de julio de 2015, y su desafío principal es apuntar a la centralidad a la calidad de educación señalando lo siguiente "construir educación de calidad significa, como los profesores, asistentes de la educación, apoderados y las familias. Es una tarea facil de decir, pero difícil de hacer. Debemos mejorar los índices de calidad"
Debido a su detención, el Partido Socialista de Chile suspendió su militancia después de 2 días de su detención, afirmando que "la justicia hay que respetarla"

## Controversias
El 7 de octubre de 2019, el diputado Fidel Espinoza, pidió investigar a Albán Mancilla por posible falta de Albán Mancilla, fue fotografiado en el jugando en el casino de Puerto Varas, algo que está prohibido en las bases generales para la autorización, promulgadas en el año 2005.

## Procesos judiciales en su contra
El 4 de septiembre de 2024, fue detenido por la Policía de Investigaciones de Chile (PDI) en Castro por presunto fraude de aproximadamente 400 millones de pesos en la entidad educativa municipal.Al siguiente día decretaron prisión preventiva a Albán Mancilla por una serie de irregulares detectadas en la entidad, relacionadas con delitos de lavado de dinero y fraude al fisco.El Juzgado de Garantía de Puerto Montt, fijo los 90 días para el cierre de investigación en su contra
Sin embargo, el 9 de noviembre de 2024 cambio su medida cautelar, quedando con arresto domiciliario.Pero nuevamente cambiaron su medida cautelar a Albán Mancilla, revocando su arresto domiciliario  a prisión preventiva nuevamente, solo tres días alcanzó a estar con arresto domiciliario. Con la medida cautelar a Albán Mancilla, los querellantes valoran retorno a Albán Mancilla, siendo acusado de fraude.
El 28 de marzo de 2025, la defensa de Albán Mancilla pidió recurso de amparo, pedido por su abogado, en las cuales acusó una evidente falta de independencia e imparcialidad del juez, sin embargo, fue rechazada el recurso de amparo y se mantiene la prisión preventiva.
El 28 de junio de ese mismo año, tras 10 meses en prisión preventiva cambiaron la medida cautelar a Albán Mancilla, cambiandolo a arresto domiciliario, medida que cumplirá en Castro.